# Чень Дусю
Чень Дусю (кит.: 陳獨秀, 8 жовтня 1879 – 27 травня 1942) – був китайським революційним соціалістом, педагогом, філософом і письменником, який заснував Комуністичну партію Китаю (КПК) разом з Лі Дачжао в 1921 році. З 1921 по 1927 рік служив як перший генеральний секретар Комуністичної партії. Чень був провідною фігурою як у Синьхайській революції, яка скинула Династію Цін, так і Рух четвертого травня за науковий і демократичний розвиток на початку Китайської Республіки. Після виключення з КПК у 1929 році Чень деякий час був лідером троцькістського руху Китаю.
Батьківщина Ченя була в Аньціні, провінція Аньхой, де він заснував впливове періодичне китайське видання New Youth. Щоб підтримати повалення уряду Цін, Чень Дусю приєднався до Товариства лоялістів Юе Фей (岳王會; Yuèwáng huì; Yüeh4-wang2 hui4), яке виникло з Гелаохуей в Аньхой і провінції Хунань.